# Formacja chrześcijańska
Formacja chrześcijańska – proces stopniowego doskonalenia się osoby, która posiada wiarę chrześcijańską i stara się realizować powszechne dla wszystkich chrześcijan powołanie do świętości i doskonałości. Pojęcie to dotyczy w równym stopniu wszystkich chrześcijan, niezależnie od przynależności do stanu duchownego bądź zakonnego.
„Człowiek od momentu poczęcia jest formowany. Ogromny wpływ mają dom, rodzina i środowisko, w których wzrasta”. 
Formacja chrześcijańska w wymiarze aktywnym polega na przyjmowaniu wskazań i zasad wiary życia chrześcijańskiego oraz dostosowywaniu do nich swego życia. „Chrześcijańska formacja obejmuje całe życie człowieka, odpowiedzialny rozwój jego reakcji uczuciowych, woli oraz działań w osiąganiu dojrzałości osobowej i wierności Bogu”.
Formacja chrześcijańska opiera się na Piśmie Świętym i nauczaniu Kościoła. Jednym z podstawowych elementów właściwej formacji chrześcijańskiej jest bogate życie sakramentalne (częsta Eucharystia oraz regularna spowiedź święta). W pogłębianiu własnej formacji pomaga kierownictwo duchowe, lektura duchowa czy też rekolekcje.
„Chrześcijańska formacja jako permanentny proces osobistego dojrzewania oznacza zespół postaw określających zarówno relację człowieka bezpośrednio do Boga, jak i charakter jego odniesień do świata, ludzi i rzeczy, ściśle związanych ze stosunkiem do Boga”.
Formację chrześcijańską można rozpatrywać w 5 kategoriach:
1. Formacja duchowa
2. Formacja doktrynalna
3. Formacja zawodowa
4. Formacja ludzka
5. Formacja apostolska